# لورنس أوفرماير
لورنس أوفرماير (بالإنجليزية: Laurence Overmire)‏ (17 أغسطس 1957) هو شاعر، ومؤلف، وممثل، ومدرّس، وعالم أنساب، وناشط سلام أمريكي، ومدافع عن الحقوق المدنية، وحقوق الإنسان وحقوق الحيوان، وعالم بيئة. 

## سيرة ذاتية

### المسرح والتلفزيون والعمل السينمائي
بدأ لورنس أوفرماير مسيرته الاحترافية في التمثيل عام 1981 في مسرح غوثري في مينيابوليس في مسرحية بلدتنا من إخراج ألان شنايدر، وهي العرض الأمريكي الأول لمسرحية الأديبة نيلي زاكس بعنوان إيلاي: مسرحية غامضة لآلام إسرائيل من إخراج غارلاند رايت، وإنتاجات ليفيو تشيولي لمسرحية العاصفة التي تضم الممثل بويد جاينز وفرانسيس كونروي، والمسرحية الكوميدية كما تشاء من بطولة فال كيلمر وباتي لوبون.
انتقل أوفرماير بعد ذلك إلى مدينة نيويورك لتأدية الأدوار الهابطة بشكل متقطع في شارع المسارح «برودواي» بما في ذلك مسرحية أماديوس من إخراج بيتر هال وبطولة فرانك لانجيلا، ومارك هاميل وماري إليزابيث ماسترانتونيو، وإنتاج جوزيف باب لمسرحية دونجوان في مهرجان شكسبير في نيويورك من إخراج ريتشارد فورمان، وبالاشتراك مع نجوم المستقبل كيلي ماكجيليس، وميليسا ليو، وجير بيرنز، والمسرحية الكوميدية مثليات مصاصات دماء من سدوم للكاتب السينمائي تشارلز بوش وفيلم حفلة شاطئ المجانين، ومسرحية مؤتمر القمة للمخرج المسرحي روبرت ديفيد ماكدونالد على مسرح نيويورك ستوديو، وإنتاج مسرح إيكويتي لايبراري (مكتبة العدالة) لمسرحية الكاتب المسرحي لانفورد ويلسون بعنوان الخامس من تموز.
عمل أوفرماير أيضًا في العديد من المسارح الإقليمية في جميع أنحاء البلاد، فمثل في المسرحية المثيرة الليلة الثانية عشرة من بطولة إيثان فيليبس، وريتشارد رايدر، وسوزان ديول، وكريستين أندرياس على مسرح ألاسكا ريبيرتوري، ومسرحية حمى القش مع ماري-لويز باركر في مسرح ستوديو أرينا في بوفالو، ومسرحية سن الجريمة مع شركة مسرح ديلاوير، وترنيمة عيد الميلاد في مسرح توتم بول، وهاملت في معهد ناشفيل للفنون من إخراج إريك بوث، ودراكولا وكوميديا الأخطاء من إخراج تشارلز نولتي على مسرح ميدو بروك في ميشيغان، والمسرحية التاريخية هنري الرابع الجزء الأول في مسرح ييل ريبيرتوري من إخراج ديفيد هاموند وبطولة بول شينار، باتريشيا كلاركسون، وديلان بيكر، وآدم ليفيفر، وباتريك كير، وكورتني بي. فانس.
ظهر أوفرماير على شاشات التلفزيون في العديد من المسلسلات التلفزيونية الطويلة مثل أول ماي تشلدرن، وآز ذا وورلد تيرنز، وأنزر وورلد (عالم آخر)، ووان لايف تو ليف (حياة واحدة للعيش) ولوفينغ (المحبة)، وعمل فيهم مع ممثلين بارزين مثل فيليب بوسكو، ونويل بيك، وروبرت إس. وودز، وكاندي ماكلاين، وموريس بينارد.
انتقل أوفرماير في وقت لاحق إلى هوليوود حيث أدى دور البطولة في مسرحية الشخص الذي سافر أقلعلى مسرح كاليفورنيا كوتادج من إنتاج روي بروكسميث، ولعب دورًا متميزًا في الفيلم الروائي المستقل ذا ثينغ آت بيت آند جوليز من إخراج جيري رابّ، وأسس وعمل منتجًا تنفيذيًا في منظمة ذا رايترز لاب (مختبر الكتّاب)، وهي منظمة غير ربحية أُنشِئت لتطوير مواد الصناعة الترفيهية. شارك العديد من الممثلين والكتاب والمخرجين الموهوبين في هذه المنظمة بما في ذلك ديبرا جو راب، وجيري لامبرت، لوسي لو، وتيد لانج، وكيفين ميني، وهيل هاربر، وريتشارد شيف، وروبن كورتيس، ومايكل كوستروف، وتيريزا بارينتي، وجين غلين، وكريس مولكي، وأنيتا فينلي، وفوربس رايلي، وتايم وينترز، ومايك إيفانز، ويوري راسوفسكي.
أخرج أوفرماير مسرحيته أ سكروج مارت كريسماس كارول في مسرح نو إيلوجنز في بورتلاند في عام 2007 حيث جمع أكثر من 3000 دولار للأعمال الخيرية.